# Prix littéraires 2001
Liste des prix littéraires décernés au cours de l'année 2001 :

## Prix internationaux
- Prix Nobel de littérature : Vidiadhar Surajprasad Naipaul, né à Trinité-et-Tobago, écrit en anglais[1],[2]
- Grand prix de littérature du Conseil nordique : Jan Kjærstad (Norvège) pour Oppdageren[3]
- Prix des cinq continents de la francophonie : Yasmine Khlat (Liban) pour Le désespoir est un péché
- Grand prix littéraire d'Afrique noire : Kossi Efoui (Togo) pour La Fabrique de cérémonies[4]
- Prix littéraire international de Dublin : Alistair MacLeod (Canada) pour No Great Mischief (La perte et le fracas)[5]
- Prix littéraire des Caraïbes : Oruno Denis Lara (en) (France) pour La naissance du Panafricanisme. Les racines caraïbes, américaines et africaines du mouvement au XIXe siècle
- Prix Carbet de la Caraïbe et du Tout-Monde : Serge Patient (France) pour l'ensemble de son œuvre[6]
- Prix Tropiques : Ryszard Kapuściński[7](Pologne) pour Ébène. Aventures africaines
- Prix SACD de la dramaturgie francophone : Ahmed Ghazali (Maroc-Canada) pour Le Mouton et la baleine
- Prix Eeva-Joenpelto : Bernhard Schlink (Allemagne)

## Allemagne
- prix Heinrich-Böll : Marcel Beyer
- Prix Georg-Büchner :  Friederike Mayröcker
- Prix Friedrich Hölderlin (Bad Homburg) : Dieter Wellershoff

## Belgique
- Prix Victor-Rossel : Thomas Gunzig, pour Mort d'un parfait bilingue
- Prix Victor-Rossel des jeunes : Vincent Engel, pour Retour à Montechiarro
- Prix Jean Muno : Daniel Soil, pour Vent faste
- Prix littéraires de la Communauté française de Belgique :
  - Prix de la première œuvre : Malika Madi, pour Nuit d'encre pour Farah
  - Prix triennal de poésie : Jacques Izoard, pour Le bleu et la poussière
  - Prix quinquennal de l'essai : Jacques Dubois, pour Pour Albertine, Proust et le sens du social
  - Prix de la traduction littéraire : Frans Denissen
  - Prix du rayonnement des lettres à l'étranger : David Willinger
  - Prix Renaissance de la Nouvelle : Sylvain Jouty, pour Voyages aux pays évanouis
- Prix Marcel Thiry : William Cliff, pour L'État belge

## Canada
- Grand Prix du livre de Montréal : Régine Robin pour Berlin chantiers
- Prix Athanase-David : Victor-Lévy Beaulieu
- Prix du Gouverneur général :
  - Catégorie « Romans et nouvelles de langue anglaise » : Richard B. Wright pour Clara Callan
  - Catégorie « Romans et nouvelles de langue française » : Andrée A. Michaud pour Le Ravissement
  - Catégorie « Poésie de langue anglaise » : George Elliott Clarke pour Execution Poems
  - Catégorie « Poésie de langue française » : Paul Chanel Malenfant pour Des ombres portées
  - Catégorie « Théâtre de langue anglaise » : Kent Stetson pour The Harps of God
  - Catégorie « Théâtre de langue française » : Normand Chaurette pour Le Petit Köchel
  - Catégorie « Études et essais de langue anglaise » : Thomas Homer-Dixon pour The Ingenuity Gap
  - Catégorie « Études et essais de langue française » : Renée Dupuis pour Quel Canada pour les Autochtones? La fin de l'exclusion
- Prix Giller : Richard B. Wright pour Clara Callan
- Prix Jean-Hamelin : Denis Thériault pour L'Iguane
- Prix Robert-Cliche : Arlette Fortin pour C'est la faute au bonheur

## Corée du Sud
- Prix de l'Association des poètes coréens : Yi Suik pour 눈부신 마음으로 사랑했던
- Prix Daesan
  - Catégorie « Poésie » : Lee Sungboo pour 지리산
  - Catégorie « Roman » : Hwang Sok-yong pour L'Invité
  - Catégorie « Drame » : Lee Gun-sam pour 화련한 가출
  - Catégorie « Critique » : Choi Won-shik pour 문학의 귀환
  - Catégorie « Traduction » : Lee In-sook, Kim Kyung-hee et Maryse Bourdin pour Talgung
- Prix Dong-in : Kim Hoon pour Le Chant Du Sabre
- Prix de littérature contemporaine (Hyundae Munhak)
  - Catégorie « Poésie » : Kim Ki-taek pour 불룩한 자루
  - Catégorie « Roman » : Marcias Sim pour 美
  - Catégorie « Critique » : Nam Jinu pour 행복의 시학, 유출의 수사학
- Prix Gongcho : Chyung Jinkyu pour 순금(純金)
- Prix Hwang Sun-won : Park Wansuh pour 그리움을 위하여
- Prix Jeong Ji-yong : Kim Jong-chul pour 등신불
- Prix Kim Soo-young : Yi Jeong-rok pour L'Auberge violette
- Prix Manhae : Lee Hung-ki, catégorie « Poésie »
- Prix Midang : Chong Hyon-jong pour 견딜 수 없네
- Prix de poésie Sowol : Ko Jae-jong pour 백련사 동백숲길에서
- Prix Woltan : Kim Gu-yong pour 김구용 문학전집
- Prix Yi Sang : Kyung-sook Shin pour 부석사

## Espagne
- Prix Cervantes : Álvaro Mutis
- Prix Prince des Asturies : Doris Lessing
- Prix Nadal : Fernando Marías Amondo, pour El Niño de los Coroneles
- Prix Planeta : Rosa Regàs, pour La canción de Dorotea
- Prix national des Lettres espagnoles : Miquel Batllori
- Prix national de Narration : Juan Marsé, pour Rabos de lagartija
- Prix national de Poésie : José Ángel Valente, pour Fragmentos de un libro futuro
- Prix national d'Essai : José Álvarez Junco, pour Mater Dolorosa. La idea de España en el siglo XIX
- Prix national de Littérature dramatique : Jesús Campos García (es), pour Naufragar en Internet
- Prix national de Littérature infantile et juvénile : Miguel Fernández-Pacheco (es), pour Verdadera historia del perro Salomón
- Prix Adonáis de Poésie : José Antonio Gómez-Coronado (es), pour El triunfo de los días
- Prix Anagrama : Nora Catelli (es) (Argentine), pour Testimonios tangibles. Pasión y extinción de la lectura en la narrativa moderna
- Prix Loewe : Vicente Gallego, pour Santa deriva
- Prix de la nouvelle courte Casino Mieres : Manuel Villar Raso (es), pour La Mujer Burkina
- Prix d'honneur des lettres catalanes : Teresa Pàmies i Bertran (écrivain)
- Prix national de littérature de la Generalitat de Catalogne : Carme Riera
- Journée des lettres galiciennes : Eladio Rodríguez
- Prix de la critique Serra d'Or : 
  - Enric Vicent Sòria i Parra, pour L'Espill de Janus, essai.
  - Marius Serra, pour Verbàlia, étude littéraire.
  - Jaume Cabré, pour Viatge d'hivern, recueil de nouvelles.
  - Carme Riera Guilera, pour Cap al cel obert, roman.
  - Màrius Sampere i Passarell (ca), pour Subllum, recueil de poésie.
  - Joan Francesc Mira, pour la traduction du recueil de poésie de la Divine Comédie de Dante Alighieri

## États-Unis
- National Book Award : 
  - Catégorie « Fiction » : Jonathan Franzen pour The Corrections (Les Corrections)
  - Catégorie « Essais» : Andrew Solomon pour The Noonday Demon: An Atlas of Depression (Le Diable intérieur : anatomie de la dépression)
  - Catégorie « Poésie » : Alan Dugan pour Poems Seven: New and Complete Poetry
- Prix Agatha : 
  - Catégorie « Meilleur roman » : Margaret Maron, pour Storm Track
  - Catégorie « Meilleure nouvelle » :
- Prix Hugo :
  - Prix Hugo du meilleur roman : Harry Potter et la Coupe de feu (Harry Potter and the Goblet of Fire) par J. K. Rowling
  - Prix Hugo du meilleur roman court : The Ultimate Earth par Jack Williamson
  - Prix Hugo de la meilleure nouvelle longue : Millennium Babies par Kristine Kathryn Rusch
  - Prix Hugo de la meilleure nouvelle courte : Obscurités multiples (Different Kinds of Darkness) par David Langford
- Prix Locus :
  - Prix Locus du meilleur roman de science-fiction : Le Dit d'Aka (The Telling) par Ursula K. Le Guin
  - Prix Locus du meilleur roman de fantasy : Les Brigands, L'Épée de feu, Les Noces pourpres et La Loi du régicide (A Storm of Swords) par George R. R. Martin
  - Prix Locus du meilleur premier roman : Mars Crossing par Geoffrey A. Landis
  - Prix Locus du meilleur roman court : Radieuse étoile verte (Radiant Green Star) par Lucius Shepard
  - Prix Locus de la meilleure nouvelle longue : L'Anniversaire du monde (The Birthday of the World) par Ursula K. Le Guin
  - Prix Locus de la meilleure nouvelle courte : The Missing Mass par Larry Niven
  - Prix Locus du meilleur recueil de nouvelles : Tales of Old Earth par Michael Swanwick
- Prix Nebula :
  - Prix Nebula du meilleur roman : Quantum Rose (The Quantum Rose) par Catherine Asaro
  - Prix Nebula du meilleur roman court : The Ultimate Earth par Jack Williamson
  - Prix Nebula de la meilleure nouvelle longue : Le Fantôme de Louise (Louise's Ghost) par Kelly Link
  - Prix Nebula de la meilleure nouvelle courte : The Cure for Everything par Severna Park
- Prix Pulitzer :
  - Catégorie « Fiction » : Michael Chabon pour The Amazing Adventures of Kavalier & Clay (Les Extraordinaires Aventures de Kavalier & Clay)
  - Catégorie « Biographie et Autobiographie » : David Levering Lewis pour W. E. B. Du Bois: The Fight for Equality and the American Century 1919-1963
  - Catégorie « Essai » : Herbert P. Bix pour Hirohito and the Making of Modern Japan
  - Catégorie « Histoire » : Joseph J. Ellis pour Founding Brothers: The Revolutionary Generation
  - Catégorie « Poésie » : Stephen Dunn pour Different Hours
  - Catégorie « Théâtre » : David Auburn pour Proof (La Preuve)

## Finlande
- Prix Aleksis-Kivi : non décerné
- Prix Kalevi-Jäntti : Jari Järvelä pour Veden paino
- Prix Eino-Leino : Markku Into
- Prix de la littérature de l'État finlandais : Pirjo Hassinen pour Mansikoita marraskuussa
- Prix littéraire de la ville de Tampere : Inka Nousiainen pour Kaksi kevättä
- Prix Tollander : Erik Kruskopf
- Prix Rudolf-Koivu : Aino Havukainen
- Prix Topelius : Raili Mikkanen pour Aavikoiden seikkailija
- Prix Mikael-Agricola : Erkki Kirjalainen
- Médaille Anni-Swan : non décerné
- Prix d'écriture Juhana-Heikki-Erkko : Olli Sinivaara
- Médaille Kiitos kirjasta : Pirjo Hassinen pour Mansikoita marraskuussa
- Prix Arvid-Lydecken : Marja Luukkonen pour Aarnilinnun tytär
- Prix Kaarle : Päivi Alasalmi
- Prix Pehr-Evind-Svinhufvud : J. E. O. Screen pour Mannerheim
- Prix du grand club du livre finlandais : Helena Anhava
- Prix Pirkanmaan-Plättä : Tuula Kallioniemi pour Tähtiä ja tumpeloita
- Prix Väinö Linna : non décerné
- Prix Pääskynen : Maija Karjalainen
- Prix Atorox : Johanna Sinisalo pour Lentävä hollantilainen
- Prix Finlandia : Hannu Raittila pour Canal Grande
- Prix Pikku-Finlandia : Petteri Kokko pour Kempele
- Prix Tieto-Finlandia : Heikki Paunonen (fi) et Marjatta Paunonen (fi) pour Tsennaaks Stadii, bonjaaks slangii. Stadin slangin suursanakirja
- Prix Lea : Sirkku Peltola pour Mummun saappaassa soi fox
- Prix Tähtivaeltaja : Missä junat kääntyvät par Pasi Ilmari Jääskeläinen
- Poeta Finlandiae : Sirkka Selja
- Prix de l'ours dansant : Helena Sinervo pour Ihmisen kaltainen
- Prix littéraire Helsingin-Sanomat : Reidar Palmgren pour Jalat edellä
- Prix du livre chrétien de l'année : Riku Rinne
- Prix Laivakello : Jukka Parkkinen
- Prix Finlandia Junior : Kira Poutanen pour Ihana meri
- Prix Runeberg : Juha Seppälä pour Suuret kertomukset
- Prix Vuoden johtolanka : Harri Nykänen (fi) pour Raid ja mustempi lammas
- Prix Kaarina-Helakisa : Kristiina Louhi
- Prix Nuori Aleksis : Jukka Heikkilä pour Antigonos, jumalten poika

## France
- Prix Goncourt : Jean-Christophe Rufin pour Rouge Brésil
  - Prix Goncourt du premier roman : Salim Bachi pour Le Chien d'Ulysse
  - Prix Goncourt des lycéens : Shan Sa pour La Joueuse de go
  - Prix Goncourt de Poésie : Claude Esteban pour l'ensemble de son œuvre.
- Prix Médicis : Benoît Duteurtre pour Le Voyage en France
  - Prix Médicis étranger : Antonio Skarmeta Chili, pour La Noce du poète
  - Prix Médicis essai : Secrets de jeunesse d'Edwy Plenel
- Prix Femina : Marie Ndiaye pour Rosie Carpe
  - Prix Femina étranger : Keith Ridgway pour Mauvaise Pente
- Prix Renaudot : Martine Le Coz pour Céleste
- Prix Interallié : Stéphane Denis pour Sisters (Fayard)
- Grand prix de littérature de l'Académie française : Milan Kundera
- Grand prix du roman de l'Académie française : Éric Neuhoff pour Un bien fou (Albin Michel)
- Grand prix de la francophonie : François Cheng
- Prix des Deux-Magots : Le Portail de François Bizot
- Prix du Roman populiste : Paulette et Roger de  Daniel Picouly
- Prix France Culture : Jean Hatzfeld pour Dans le nu de la vie
- Prix du Livre Inter : Apprendre à finir de Laurent Mauvignier
- Grand prix RTL-Lire : La Musique d'une vie d'Andreï Makine
- Prix du Quai des Orfèvres : Le fond de l'âme effraie de Guy Langlois
- Prix Jean-Monnet de littérature européenne du département de la Charente : Jorge Semprún (Espagne) pour Le mort qu'il faut[8]
- Grand prix des lectrices de Elle : Éric-Emmanuel Schmitt pour L'Évangile selon Pilate (Albin Michel)
- Grand prix de l'Imaginaire « Roman » : René Reouven pour Bouvard, Pécuchet et les savants fous
- Grand prix de l'Imaginaire « Roman étranger » : Andreas Eschbach pour Des milliards de tapis de cheveux
- Grand prix de l'Imaginaire « Nouvelle » : Jeanne Faivre d'Arcier pour Monsieur boum boum
- Grand prix de l'Imaginaire « Nouvelle étrangère » : Terry Bisson pour Meucs
- Prix des libraires : Pierre Assouline pour Double vie
- Prix Décembre : Chloé Delaume pour Le Cri du sablier
- Prix Rosny aîné « Roman » : Johan Heliot pour La Lune seule le sait
- Prix Rosny aîné « Nouvelle » : Claude Ecken pour La Fin du Big Bang
- Prix de Flore : Christophe Donner pour L'Empire de la morale
- Prix Hugues-Capet : Jean Favier pour Louis XI (Fayard)
- Prix Utopia : Christopher Priest pour l’ensemble de son œuvre
- Prix mondial Cino-Del-Duca : Yvon Gattaz
- Prix RFO du livre : Anouar Benmalek pour L'Enfant du peuple ancien

## Italie
- Prix Strega : Domenico Starnone, Via Gemito (Feltrinelli)
- Prix Bagutta : Serena Vitale, La casa di ghiaccio. Venti piccole storie russe, (Mondadori)
- Prix Campiello : Giuseppe Pontiggia, Nati due volte
- Prix Napoli : Domenico Starnone, Via Gemito (Feltrinelli)
- Prix Stresa : Roberto Pazzi - Conclave, (Frassinelli)
- Prix Viareggio :
  - Niccolò Ammaniti, Io non ho paura
  - Michele Ranchetti (it), Verbale
  - Giorgio Pestelli, Canti del destino

## Monaco
- Prix Prince-Pierre-de-Monaco : Diane de Margerie

## Norvège
- Prix Brage :
  - Catégorie « Fiction pour adultes » : Lars Saabye Christensen, Halvbroren
  - Catégorie « Livre pour les enfants et la jeunesse » : Anne B. Ragde, Biografien om Sigrid Undset. Ogsaa en ung Pige
  - Catégorie « Livre de non-fiction » : Atle Næss, Da jorden stod stille - Galileo Galilei og hans tid
  - Catégorie « Ouverte » : Annie Riis pour Himmel av stål (Poésie)
  - Catégorie « Prix d'honneur » : Jon Bing

## Royaume-Uni
- Prix Booker : Peter Carey pour True History of the Kelly Gang (La Véritable Histoire du gang Kelly)
- Prix James Tait Black :
  - Fiction : Sid Smith pour Something Like a House
  - Biographie : Robert Skidelsky pour John Maynard Keynes: Volume 3 - Fighting for Britain 1937-1946
- Orange Prize for Fiction : Kate Grenville pour The Idea of Perfection
- Prix WH Smith : Philip Roth pour The Human Stain (La Tache)
- Prix John-Llewellyn-Rhys : The Earthquake Bird par Susanna Jones (en)
- Médaille Carnegie : Terry Pratchett pour Le Fabuleux Maurice et ses rongeurs savants
- Prix Rose-Mary-Crawshay : 
  - Annette Peach pour Portraits of Byron
  - Lucy Newlyn (en) pour Reading, Writing and Romanticism : The Anciety of Reception
- Prix Somerset-Maugham : Edward Platt pour Leadville-A Biography of the A40

## Russie
- Palmyre du Nord : 
  - Prose : Elena Tchijova pour le roman Krochka Tsakhes[9],
  - Poésie : Boris Ryji pour le recueil de poésie Une raison de vivre[10]
- Prix Booker russe : Lioudmila Oulitskaïa pour Le Cas du docteur Koukotski[11],[12]

## Suisse
- Prix Lipp Suisse : Pascale Kramer pour Les Vivants[13], Calmann-Lévy